# Hubert Broad
Hubert Stanford Broad, MBE, AFC (1897–1975), est un aviateur britannique de la Première Guerre mondiale et un pilote d’essai renommé. Il a piloté plus de 200 types d’aéronefs au cours de sa carrière et cumulé plus de 7 500 heures de vol.

## Biographie

### Jeunesse et formation
Né le 18 mai 1897 à Aston Lodge, Watford (Hertfordshire), Hubert Broad est le fils de Thomas Broad, avocat, et d’Amelia Coles. Il fait ses études au St. Lawrence College à Ramsgate, dans le Kent.
Il apprend à piloter en 1915 à la Hall School of Flying à Hendon, obtenant le certificat de pilote n° 2044 aux commandes d’un Caudron monomoteur.

### Service militaire
Il rejoint le Royal Naval Air Service (RNAS) à Eastchurch, puis est affecté au 3e escadron basé à Dunkerque, où il pilote un Sopwith Pup. En mai 1917, il est grièvement blessé au cou lors d’un combat aérien contre le pilote allemand Adolf von Tutschek. Il parvient à atterrir en urgence dans les lignes alliées et est rapatrié en Angleterre pour convalescence.
Il reprend ensuite du service au sein du 46e escadron du Royal Flying Corps, où il pilote un Sopwith Camel. À la fin de la guerre, il devient instructeur à la Fighter Pilots Flying School de Fairlop.

## Carrière de pilote d’essai
Après la guerre, Broad travaille pour Avro et effectue des vols de démonstration aux États-Unis avec des hydravions Avro 504. En 1921, il participe à l’Aerial Derby autour de Londres, ce qui attire l’attention de la de Havilland Aircraft Company, qui l’engage comme pilote d’essai en chef à Stag Lane.
Il teste une grande variété d’appareils, notamment les de Havilland Moth, les Handley Page, les Gloster et les Parnall Pipit.

### Compétitions aériennes
Broad participe à de nombreuses compétitions internationales :
- 1925 : 2e place au Trophée Schneider à Baltimore, aux commandes d’un Gloster IIIA, derrière James Doolittle[6].
- 1926 : Vainqueur de la King's Cup Race sur un de Havilland Moth[4].
- 1928 : 3e place au Concours international d’avions légers en France.
- 1929 : 2e place au Challenge international de tourisme 1929.
- 1930 : 8e place au Challenge international de tourisme 1930, mais 1er à l’épreuve de rallye[7].

En 1928, il établit un record d’endurance de 24 heures à bord d’un Moth équipé d’un moteur Gipsy de 100 ch, parcourant 1 500 miles tout en lisant trois romans pour passer le temps.

## Seconde Guerre mondiale et fin de carrière
En 1935, Broad quitte de Havilland pour rejoindre le Royal Aircraft Establishment (RAE), puis devient pilote d’essai en chef chez Hawker Aircraft en 1940. Il est responsable des essais en vol des chasseurs monoplaces Hawker à leur sortie d’usine.
En 1944, il est nommé MBE pour ses contributions à l’industrie aéronautique britannique pendant la guerre.

## Vie personnelle
Broad épouse Ruby Isabel Houghton en 1920, avec qui il a deux fils. Après leur divorce, il se remarie en 1932 avec Marguerite Marie Baroen. En 1939, il est cité comme co-intimé dans la procédure de divorce entre Beryl Markham et son mari Mansfield Markham, en raison d’une liaison présumée avec l’aviatrice.

## Décès et héritage
Hubert Broad meurt le 30 juillet 1975 à Basingstoke. Il laisse derrière lui une carrière exceptionnelle, ayant piloté plus de 200 types d’aéronefs et accumulé plus de 7 500 heures de vol. Il est considéré comme l’un des pilotes d’essai les plus expérimentés de son époque.

## Publications
- 1939 : Flying Wisdom: A Book of Practical Experiences and Their Lessons